# Олимпийский лук
Олимпийский лук — спортивная разновидность лука, соответствующая техническим правилам Олимпийских игр. Конструктивно аналогичен классическому английскому длинному луку, хотя имеет некоторые дополнительные приспособления, такие как прицел и стабилизатор. Выстрелы из олимпийского лука производятся стрелами. Также называется «олимпик».

## Конструкция
Олимпик является разборным луком, состоящим из рукоятки, плеч, тетивы, стабилизатора и прицела.

### Рукоятка
Рукоятка — это основная часть лука, сверху и снизу специальными болтами к ней крепятся плечи. Рукоять, как правило, изготавливается из легких алюминиевых и магниевых сплавов или композитных материалов вроде углепластика. В качественной рукояти ценятся максимальная жесткость и прочности при минимальном весе. Для уменьшения парусности (воздействия ветра) рукоять может обладать рядом отверстий или сложной ажурной формой, также способствующей уменьшению веса при сохранении высокой жесткости. Сразу непосредственно поверх хвата, который берётся в руку стрелка́, располагаются полочка, плунжер и кликер. Полочка — небольшая проволочная либо пластмассовая конструкция, на которую кладётся стрела во время натяжения лука. Когда происходит выстрел, полочка складывается и пропускает оперение стрелы. Плунжер — это специальная пружинная конструкция, удерживающая стрелу от касания рукоятки, также служит для настройки лука. Кликер — это длинная тонкая металлическая лента, которая также удерживает стрелу во время натяжения от скатывания с полочки и служит сигналом для окончания тяги. Когда стрелок вытягивает лук на нужное расстояние, кликер соскакивает со стрелы и громко щёлкает по рукоятке, сигнализируя о необходимости выстрела. Если выстрелить до соскальзывания кликера, то он срежет ведущее перо со стрелы, а сама стрела полетит не точно.
Рукоятки различаются для правшей и левшей. Длина лука подбирается индивидуально в зависимости от вытяга и предпочтений спортсмена, для этого плечи и рукояти выпускаются в различных размерах.

### Плечи
Плечи — рабочие части лука. Первые плечи изготавливались из дерева. В порядке экспериментов были попытки изготавливать плечи из пластиков и легких металлов, однако уже с 60-х годов XX века массово используются композитные плечи. Изначально композитные плечи спортивного лука имели деревянную основу и ламинировали слоями однонаправленного стекловолокна на эпоксидной связке. В такой конструкции дерево практически не работало и служило разделителем слоев. В наше время (начало XXI века) деревянные плечи, ламинированные стекловолокном, не ушли в прошлое, но могут иметь слои из "карбона" или кевлара, или само дерево замещается синтетической "пеной" (на основе пластиков как газонаполненных, так и композиции полых стеклянных или керамических шариков в полимерной матрице). Современное плечо, мало изменившись за 50 лет, по форме может иметь очень сложную многослойную конструкцию. Всегда верхнее и нижнее плечо различаются и отмечаются производителем или стрелками лично, чтобы обеспечить стабильность конструкции, ввиду того, что в подавляющем большинстве случаев нижнее плечо должно быть более жестким ввиду того, что точка упора расположена ниже геометрического центра лука. С другой стороны, олимпийский лук позволяет индивидуально подгонять плечи для тонкой настройки. Именно плечи обеспечивают натяжение тетивы, а поскольку на них падает большая часть нагрузки, они иногда ломаются.

### Стабилизатор
Стабилизатор служит для гашения ударов, которые возникают при выбросе стрелы. Обычно представляет собой трубку из легкого и жесткого материала (сейчас почти повсеместно используется карбон). На конце этой длинной штанги крепится груз, который проходит через мягкий резиновый демпфер. Спортсмены массово используют так называемые "тройники": систему с двумя боковыми стабилизаторами. Центральные штанги стабилизатора могут быть как в виде цельной трубки, так и набранными из нескольких трубок малого диаметра или вообще уплощенными в виде крыла для уменьшения парусности.

### Тетива
Тетива — это тонко натянутая бечева. Тетива делается или из синтетического материала — фастфлайта, или из дакрона, раньше его заменял лавсан и капрон. Bсе зависит от материала рукоятки: если она из металла, то тетива может быть из фастфлайта, если из дерева, то фастфлайт употреблять нельзя. Дело в том, что фастфлайт очень жесткий материал на растяжение, и это может привести к поломке деревянной рукояти.
Тетива наматывается из тонкой нитки из высокопрочного синтетического волокна, которое не растягивается даже при нагрузке в несколько сотен килограммов. Для намотки тетивы используется специальный станок, представляющий собой доску, на которой закреплены два вертикальных штыря: один неподвижный, другой перемещающийся вдоль доски. Тетивную нитку наматывают между этими штырями, делая несколько десятков оборотов. Количество оборотов определяет толщину будущей тетивы и выбирается каждым стрелком самостоятельно. Затем будущую тетиву со всей силы растягивают передвижением подвижного штыря, таким образом, чтобы все нитки тетивы были натянуты равномерно и ни одна петля не провисала. Часто в натянутом состоянии её удерживают несколько дней, чтобы она полностью вытянулась.
Затем натянутую тетиву фиксируют около концов, обматывая грубой толстой ниткой. В результате получается две петли (так называемые «ушки») и средняя часть. Посередине тоже делается фиксирующая обмотка, на которой наматывают гнездо — место, куда будет крепиться задник стрелы перед выстрелом. После этого тетиву снимают и обрабатывают ей ушки, наматывая на них нитку таким образом, чтобы тетива при выстрелах не перетиралась.
Перед установкой на лук тетиву закручивают для того, чтобы в момент выстрела в процессе скатывания с пальцев она закручивалась меньше. Также закрутка тетивы регулирует конечное положение ненатянутого лука, т.е. того момента, когда стрела оторвётся от тетивы и будет двигаться уже самостоятельно. Данное положение подбирают таким образом, чтобы на луке была некоторая минимальная нагрузка, примерно в несколько килограмм.

### Прицел
Прицел на олимпике состоит из одной прицельной точки, вторая определяется стрелком самостоятельно, исходя из одинакового положения головы перед выстрелом. Прицел монтируется на рукоятку выше стабилизатора, состоит из Т-образного кронштейна и мушки. Кронштейн позволяет перемещать мушку в плоскости, перпендикулярной направлению выстрела, благодаря этому можно настраивать прицел по вертикали и горизонтали. В прицеле запрещено использование оптических стёкол и линз. Запрет второй точки прицеливания означает, что на тетиве не должно быть никаких отметин, висящих ниток или иных выделяющихся марок, которые могли бы упростить стрелку́ прицеливание.

## Дополнительные средства

### Разрешённые приспособления
Помимо самого лука, стрелку на рубеже разрешается использовать дополнительные приспособления, которые помогают при стрельбе, но не упрощают самого производства выстрела. Это разнообразные оптические трубы и бинокли, которые служат для корректировки стрельбы. Для хранения лука на рубеже используются специальные подставки, которые ставятся за огневой позицией. Некоторые стрелки, не пользующиеся колчанами, имеют также держатели для стрел.

### Элементы экипировки
При стрельбе многие участники используют специальные элементы экипировки, которые защищают лучника и незначительно упрощают стрельбу, но не меняют её кардинально. В них входят:
- Нагрудник. Предохраняет грудь стрелка от контакта с тетивой в конечной точке тяги и минимизирует негативное влияние такого контакта на саму тетиву.
- Напальчник. Стрелок захватывает тетиву не голой рукой, а напальчником. Простейший напальчник представляет собой кусок кожи, который защищает руку и упрощает скатывание тетивы в момент выстрела. Более сложные напальчники также имеют специальные петли для укрепления на пальцах, жёсткую основу, ограничители, которые не позволяют пальцам коснуться стрелы.
- Колчан — поясной мешок или контейнер для стрел.
- Наглазная повязка. Закрывает левый глаз для того, чтобы бинокулярное зрение не мешало прицеливанию. В отличие от спортсменов, занимающихся пулевой стрельбой, лучники используют наглазную повязку достаточно редко. Это связано с тем, что наибольший негативный эффект бинокулярность даёт для близко расположенных к глазу предметов, а лучный прицел удалён от глаза на расстояние около метра. Как правило, используется стрелками, у которых не соответствует ведущий глаз.
- Шнурок. Или "вязочка", надевается на пальцы левой руки для удержания лука после выстрела.
- Крага. Представляет собой пластиковую пластину, которая крепится ремешком на левое предплечье с внутренней стороны и предохраняет её от удара тетивы в момент выстрела.

### Форма одежды
Одежда для лучника должна быть плотно прилегающей к телу и нигде не висеть, особенно это касается левого рукава рубашки или футболки. Если в момент выстрела за этот рукав зацепится тетива, выстрела не получится, стрелу выбросит в сторону, а тетива очень больно ударит по левой руке. Конечно, крага в какой-то степени защищает от таких неприятностей, но их не предотвращает. А потому все лучники чаще всего носят футболки с короткими рукавами, которые либо закалываются, либо подшиваются так, чтобы они наиболее плотно облегали руку.
Раньше в стрельбе из лука существовало правило, что все стрелки должны носить форму строго белого цвета. Сейчас от него уже отказались и все носят форму своей команды или свою личную, и цветовую гамму подбирают сами. Но поскольку стрелять очень часто приходится в жару на прямом солнечном свете, то тёмная форма будет очень сильно жечь тело, а потому большинство спортсменов до сих пор предпочитают именно белый цвет.

## Работа с луком

### Сборка и разборка
Сборка осуществляется в следующем порядке:
- Установка стабилизатора и прицела на рукоятку
- Вставка плеч в гнёзда, закрепление их болтами
- Установка тетивы. Для этого нужно сначала надеть нижнее ушко тетивы на нижнее плечо. Затем встать, нижнее плечо лука упереть в правую ногу, рукоятку — в левую ногу, а верхнее плечо лука потянуть на сгибание. После чего на согнутый лук надеть тетиву.

Разборка осуществляется в обратном порядке.

### Хранение
Лук хранится либо в разобранном виде, либо со снятой тетивой. Если не снимать тетиву, то плечи быстро придут в негодность. Транспортировка проводится в полностью разобранном виде в специальном контейнере-чемодане. В этот же контейнер вкладываются стрелы, колчан и остальные нужные для стрельбы вещи.
Непосредственно на самом рубеже, когда участник не стреляет, лук ставится на специальную подставку, которая исключает его контакт с землёй. Обычно над местами хранения луков натягивается тент, чтобы предохранить их от прямых лучей солнца или дождя.

### Заряжание стрелы
Стрела вставляется задником в гнездо на тетиве. Затем приподнимается кликер, и стрела закладывается под него на полочку. Таким образом, снизу она удерживается полочкой, справа — плунжером и прижимается к ним кликером.

### Запрет на холостой выстрел
Холостым выстрелом называется натяжение и последующий выпуск тетивы незаряженного лука. Такой выстрел запрещён категорически. Дело в том, что при разгоне стрелы энергия плеч лука уходит в кинетическую энергию стрелы, но при отсутствии стрелы эта энергия уходит на преодоление внутреннего сопротивления плеч лука с последующим саморазрушением. Плечи лука могут прийти в полную негодность после 2—3 холостых выстрелов. Говоря проще, лук нельзя использовать без нагрузки.

## Соревнования
Олимпик в своём изначальном виде применяется в соревнованиях на Олимпийских играх и чемпионатах по целевой стрельбе из лука. Чемпионаты бывают летние на открытом воздухе и зимние в помещениях. Также упрощённые или модифицированные модели олимпийского лука применяются на соревнованиях по полевой стрельбе из лука, лучном биатлоне и некоторых других редких видах соревнований.
До 1980-х годов олимпик был самым популярным соревновательным типом лука. Однако с изобретением компаунда он стал стремительно терять популярность из-за большей сложности обучения, значительно более сложной подготовки оружия (компаунд продаётся в полностью собранном виде) и, как это ни парадоксально звучит, из-за меньшей цены. В результате в программу большей части соревнований, которые раньше были исключительно прерогативой олимпика, был включён и компаунд. Единственной технически неизменной осталась программа Олимпийских игр, которые используют только олимпийский лук.
Почти все соревнования по стрельбе из лука проводятся по общей схеме, в которой каждое соревнование делится на 2 части — отборочную и дуэльную. Отборочная состоит в том, что все стрелки выходят на рубеж и отстреливают определённое упражнение на одной или нескольких дистанциях. Затем по результатам этого отборочного круга выделяются 32 или реже 64 лучника. Они распределяются на пары для проведения дуэльного раунда, который проводится по кубковой системе на выбывание. В каждой паре стреляют дуэль из 12 выстрелов, победитель проходит к следующей дуэли до тех пор, пока он не останется один. Очки, набранные в предыдущей дуэли или в отборочном раунде, при этом не учитываются.
Обычно соревнования длятся несколько дней.
- Первый день это пристрелка оружия на дистанции.
- Второй и, возможно, третий это отборочный раунд. В каждый день стрелок делает не более 72 выстрелов в 2 захода, каждый заход называется дистанция. Если упражнение требует большего количества выстрелов, то оно проводится в течение нескольких дней.
- Последний день — дуэльный раунд.

## Стрельба
Стрельба из лука производится только из положения стоя. Исключение составляют только участники Паралимпийских игр, которые стреляют сидя в коляске. Описание стрельбы далее приводится для правши, левша должен все отзеркалить.

### Стойка
Следует встать левым плечом к мишени, ноги должны быть примерно на ширине плеч, носки обычно разворачивают под углом 30—45°. Часто допускается вставать не строго боком, а под небольшим углом (до 30°). Голову следует повернуть в сторону мишени, подбородок приподнять, шею вытянуть. Следует обратить внимание на ноги, их нужно привести в полностью устойчивое положение «коленками назад». Вес тела должен приходиться на позвоночник и кости ног, нагрузку на мышцы следует минимизировать. Для новичков это может оказаться довольно трудным в первое время.

### Захват лука и первичное прицеливание
Лук берётся левой рукой за рукоятку, правой — за обмотку тетивы. Левая рука не обхватывает рукоятку, а просто в неё упирается, пальцы расслаблены и лежат на ней. Не следует фиксировать лук в левой руке, он должен из неё выпасть при выстреле. Правая рука захватывает тетиву тремя пальцами: указательным, средним и безымянным, реже только указательным и средним. На эти пальцы надевают напальчник. Следует учесть, что на средний палец выпадает основная нагрузка. Указательный палец ставится выше стрелы, остальные ниже, в результате стрела как бы «торчит» между указательным и средним пальцем. Сама ладонь вытянута, а тетива лежит на средней фаланге.
Левая рука полностью выпрямляется, после чего лук подымается в положение, из которого начнётся непосредственная тяга. Лук поднимается до грубого наведения в сторону цели, тетива при этом натянута незначительно, только для удержания лука. После первичного наведения происходит постановка плеч стрелка в рабочее положение. Это очень важно, поскольку на них падает основная нагрузка. Левое плечо приводится в крайне низкое положение, чтобы кости стали максимально жёстко. Правое плечо уводится назад, а правый локоть поднимается вверх.

### Тяга и производство выстрела
После выставления рук и плеч в начальную позицию начинается тяга. Тяга заключается во взведении лука перед производством выстрела. Осуществляется мышцами верхней части спины и трицепсами правой руки. Попытка переложить нагрузку на бицепс, естественная для обычного человека, приводит к тому, что лук просто не удаётся натянуть. Стрелок в процессе тяги должен прочно держаться за тетиву, расслабить мышцы кисти правой руки и заводить вверх правый локоть. Конечной точкой тяги является подбородок, именно туда должна прийти тетива.
Левая рука должна быть строго неподвижна. В процессе тяги плечевой сустав должен войти в жёсткое положение и зафиксироваться под такой нагрузкой. Обычная ошибка состоит в том, что плечо начинает уходить в сторону из жёсткого положения и рука смещается. Почувствовать это достаточно сложно, но необходимо, поскольку иначе не только теряется кучность стрельбы, но и увеличивается нагрузка на руки, что приводит к переутомлению.
В процессе тяги всё внимание лучника должно быть сосредоточено на уточнении прицеливания, остальные моменты должны быть отработаны до полного автоматизма. Прицеливание осуществляется микродвижениями корпуса и левой руки, так, чтобы к концу тяги мушка «встала» строго в мишень. В конечной стадии тяги, когда тетива коснулась подбородка, замирать нельзя. Поскольку в этом месте нагрузка на стрелка максимальна, а организм человека плохо приспособлен к статическим нагрузкам, движение должно продолжаться, даже если прицел не встал точно. Если стрелок так и не смог в этот момент «поймать» мушкой мишень, он должен отказаться от производства выстрела, т.е. отложиться. Если же временной лимит не позволяет стрелять повторно, то нужно стрелять в ту часть мишени, в которую смотрит прицел.
Знаком окончания тяги служит щелчок кликера, который соскальзывает со стрелы и бьёт по рукоятке. В этот момент стрелок должен расслабить пальцы правой руки, но ни в коем случае не раскрывать их самостоятельно. Тогда тетива сама раскроет пальцы стрелка и скатится по ним, начиная разгонять стрелу. Правая рука, которая мгновение до этого несла нагрузку примерно в 20 кг, уйдёт за голову.

### Обработка выстрела
Обработка выстрела — это финальная стадия производства выстрела, в которой лучник уже не участвует. Тетива сходит с пальцев и движется самостоятельно, разгоняя стрелу. В процессе этого движение она проходит очень близко от левой руки, и если её локоть не вывернут, стрела может его задеть. В этом случае она очень сильно бьёт по руке, в том месте, где крага защитить уже не может.
Лук со стабилизатором в этот момент должен свободно лежать в руке, рука не должна ему мешать. Для этого пальцы левой руки расслабляют и вытягивают вперёд, так, чтобы они не касались рукоятки. Ответственность за удержание лука в момент выстрела ложится на стабилизатор, если его нет, лук приходится удерживать в руке. Стабилизатор гасит все возможные колебания и делает выброс стрелы наиболее плавным.
После схода стрелы сразу расслаблять руку не рекомендуется. Полезно постоять десяток секунд в том положении, при котором произошёл выстрел и «послушать» свои мышцы, чтобы определить их работу. Также раннее расслабление чревато тем, что стрелок может привыкнуть расслабляться и опускать руку быстрее, чем стрела сойдёт с лука, что будет приводить к снижению точности.

## Внутренняябаллистикалука
Поведение лука в момент выстрела очень сложное. В процессе разгона стрелы происходит переход потенциальной энергии, накопленной в плечах лука, в кинетическую энергию летящей стрелы. Основным параметром, отвечающим за КПД этого процесса, является внутреннее сопротивление плеч. Оно приводит к тому, что энергия отдаётся частично и не мгновенно, а в течение некоторого времени, т.е. тормозит разгон стрелы. Производители плеч стремятся минимизировать это внутреннее трение.
Другим важным моментом является то, что нагрузка в момент выстрела не возрастает, а убывает. Наибольшее усилие на стрелу оказывается в самый начальный момент разгона, и затем в процессе разгона постепенно убывает. Если лук имеет недостаточное минимальное натяжение, стрела в момент отрыва от тетивы будет тянуть её за собой. Минимальную нагрузку подбирают таким образом, чтобы отрыв происходил в тот момент, когда скорость стрелы достигла максимального значения. Производители луков дают рекомендации для такой нагрузки, которая определяется минимальным расстоянием от гнезда тетивы до рукоятки.
Также особенностью выстрела из олимпийского лука является то, что стрела в момент выстрела не направлена в сторону мишени, а смещена немного влево плунжером. При раскрытии пальцев тетива начинает движение не только вперёд, но и немного влево из-за того, что скорость раскрытия пальцев несколько меньше скорости движения тетивы в начальной стадии траектории. А поскольку полностью удалить горизонтальный импульс невозможно, стрела получает горизонтальный удар, приводящий к механической поперечной волне, которая движется по ней. Задачей плунжера является гашение этой волны, поскольку, чем большее её амплитуда, тем больше рассеяние стрел.
Также в стреле имеются и продольные волны. Они возникают из-за неравномерности нагрузки, которая сначала очень высока, а затем быстро спадает. Для того чтобы уменьшить влияние всех волн на стрелу, стрелы делают из предельно жёстких материалов, таких как карбон.

## Подготовка стрел
Стрелы для олимпийского лука должны быть строго определённой жесткости и длины, в соответствии с длиной левой руки стрелка. Все стрелы в комплекте должны быть строго одинаковы, малейшее расхождение между ними в весе или наклейке перьев будет приводить к разбросам в попаданиях и снижению кучности.

### Дополнительные статьи
- Лук (оружие)
- Стрела (оружие)

### Сайты
- FITA home page (англ.) Международная федерация стрельбы из лука
- archery-sila.ru Архивная копия от 15 марта 2022 на Wayback Machine Крупнейший портал о стрельбе из лука в России
- archery.ru Архивная копия от 14 марта 2022 на Wayback Machine Сайт, посвящённый спортивной стрельбе из лука
- engineerd.narod.ru Архивная копия от 16 января 2007 на Wayback Machine  Анализ баллистических качеств лука